# 日高誠
日高 誠（ひだか まこと、現姓：大町、1980年6月11日 - ）は、日本の元男子バレーボール選手。

## 来歴
長崎県島原市出身。幼少期は空手少年。中学1年時点で185cmあったためスカウトされ中学入学後からバレーボールを始める。その後、大村工業高校へと進学する。
1999年、東亜大学に進学し、センターとして活躍した。同級生に内冨寛法。2002年4年次の全日本インカレで3位になった。また大学選抜としてアジア東部地区バレーボール選手権大会に出場、同年の世界選手権の全日本メンバーに登録された。
2003年大学卒業後、内冨と共に日本たばこ産業（JT）に入社、JTサンダーズへ入団。2006年5月に現役引退し、社業に専念している。
2008年にVチャレンジリーグの阪神デルフィーノに大町 誠の登録名で入団し現役復帰。2010年まで所属した。

## 所属チーム
- 長崎県立大村工業高等学校
- 東亜大学
- JTサンダーズ（2003-2006年）
- 阪神デルフィーノ（2008-2010年）